# 林兆银
林兆银（？—），浙江临海人，中华人民共和国政治人物。

## 生平
1983年8月21日，中共浙江省委决定，林兆银担任中共台州地委委员，不再设立常务委员会，此外他担任纪委书记。1992年1月，担任浙江省人大台州工委副主任。1995年5月，台州市第一届人民代表大会第一次会议在椒江召开，他当选台州市第一届人民代表大会常务委员会副主任（至1998年12月）。